# Wimborne (Alberta)
Wimborne est un hameau (hamlet) du Comté de Kneehill, situé dans la province canadienne d'Alberta.

## Démographie
En tant que localité désignée dans le recensement de 2011, Wimborne a une population de 31 habitants dans 17 de ses 19 logements, soit une variation de 10.7% par rapport à la population de 2006. Avec une superficie de 0,224 8 km2, le hameau possède une densité de population de 137,900 4 hab/km2 en 2011.
Concernant le recensement de 2006, Wimborne abritait 28 habitants dans 14 de ses 17 logements. Avec une superficie de 0,224 8 km2, le hameau possédait une densité de population de 124,6 hab/km2 en 2006.